# 100 años de cómic
100 años de cómic es una historieta publicada en 1996 del dibujante de cómics español Francisco Ibáñez perteneciente a la serie Mortadelo y Filemón.

## Trayectoria editorial
Fue publicada en el n.º 67 de "Magos del Humor", en 1996. En 1997 apareció en el n.º 134 de la "Colección Olé".

## Sinopsis
El profesor Bacterio ha realizado un experimento para extraer los poderes de los personajes de cómic. Cuando por fin lo había conseguido la máquina explotó y esparció todos los poderes por el aire. Justo en ese instante pasaba la banda del Orzuelo, llevados por los agentes a la cárcel. Los componentes de la banda adquirieron esos poderes y se escaparon. Ahora aprovechan sus superpoderes para hacer el mal. Entre ellos han adquirido los poderes de Spider-Man, Tarzán, Mandrake el mago, El príncipe valiente, Flash Gordon, The Phantom, Batman y Superman.
Mortadelo y Filemón deberán detener a todos los componentes de la banda del Orzuelo.

## Comentarios
En esta historieta se ve a La Cosa, que había sido nombrada en Objetivo eliminar al "Rana", en forma de araña gigante.